# Бревник
Бревник или Брвеник (алб. Bërvenik) је насељено место у општини Подујево, Косово и Метохија, Република Србија. Налази се око 20 km југоисточно од Подујева под брдом Брвеник, а атар насеља се налази на територији катастарске општине Бревник површине 518 ha. У средњем веку ту се налазио значајан рудник обојених метала, који је средином XV века опустео. Изнад села су остаци старог града Брвеника, са црквиштем у средишту. Народ овај град зове Мусин Град и везује га за породицу зета српског кнеза Лазара — челника Мусу и његове синове, који су погинули на Косову 1389. године, бранећи српску државу од Турака.

## Демографија
| Етнички састав према попису из 1981.‍ | Етнички састав према попису из 1981.‍ | Етнички састав према попису из 1981.‍ | Етнички састав према попису из 1981.‍ | Етнички састав према попису из 1981.‍ |
| ------------------------------------ | ------------------------------------ | ------------------------------------ | ------------------------------------ | ------------------------------------ |
|                                      |                                      |                                      |                                      |                                      |
| Албанци                              | Албанци                              |                                      | 421                                  | 99,53%                               |
| Муслимани                            | Муслимани                            |                                      | 2                                    | 0,47%                                |

| Демографија | Демографија | Демографија |
| Година      | Становника  | Становника  |
| ----------- | ----------- | ----------- |
| 1948.       | 295         |             |
| 1953.       | 330         |             |
| 1961.       | 325         |             |
| 1971.       | 366         |             |
| 1981.       | 422         |             |
| 1991.       | 453         |             |